# Prießeck
Prießeck ist ein Ortsteil der Gemeinde Clenze im niedersächsischen Landkreis Lüchow-Dannenberg.
Das Dorf liegt nördlich vom Kernbereich von Clenze und südlich der B 493.
Aus Prießeck stammt die Indie-Rock-Band Madsen, die seit dem Jahr 2004 unter diesem Namen auftritt.

## Geschichte
Am 1. Juli 1972 wurde Prießeck in die Gemeinde Clenze eingegliedert.
Priesseck wurde urkundlich zum ersten Mal 1330 erwähnt.